# ZOO Ústí nad Labem
ZOO Ústí nad Labem är en park i Tjeckien.   Den ligger i regionen Ústí nad Labem, i den nordvästra delen av landet, 70 km norr om huvudstaden Prag. ZOO Ústí nad Labem ligger 148 meter över havet.
Terrängen runt ZOO Ústí nad Labem är kuperad åt sydost, men åt nordväst är den platt. ZOO Ústí nad Labem ligger nere i en dal som går i öst-västlig riktning.Runt ZOO Ústí nad Labem är det ganska tätbefolkat, med 116 invånare per kvadratkilometer. Närmaste större samhälle är Ústí nad Labem, 2,1 km väster om ZOO Ústí nad Labem. I omgivningarna runt ZOO Ústí nad Labem växer i huvudsak blandskog.